# Naohiro Ikeda
Naohiro Ikeda (中野 尚弘?; Kashima, 17 gennaio 1940 – Nagasaki, 3 gennaio 2021) è stato un pallavolista giapponese.

## Biografia
Nel 1964 fece parte della squadra giapponese che si aggiudicò la medaglia di bronzo alle olimpiadi estive di Tokyo, giocando tutte e nove le partite.
Quattro anni dopo partecipò con la nazionale alla successiva edizione olimpica, vincendo una medaglia d'argento.
Ikeda è morto nel gennaio 2021 all'età di 81 anni, a causa di un linfoma.